# Gustav von Thermo

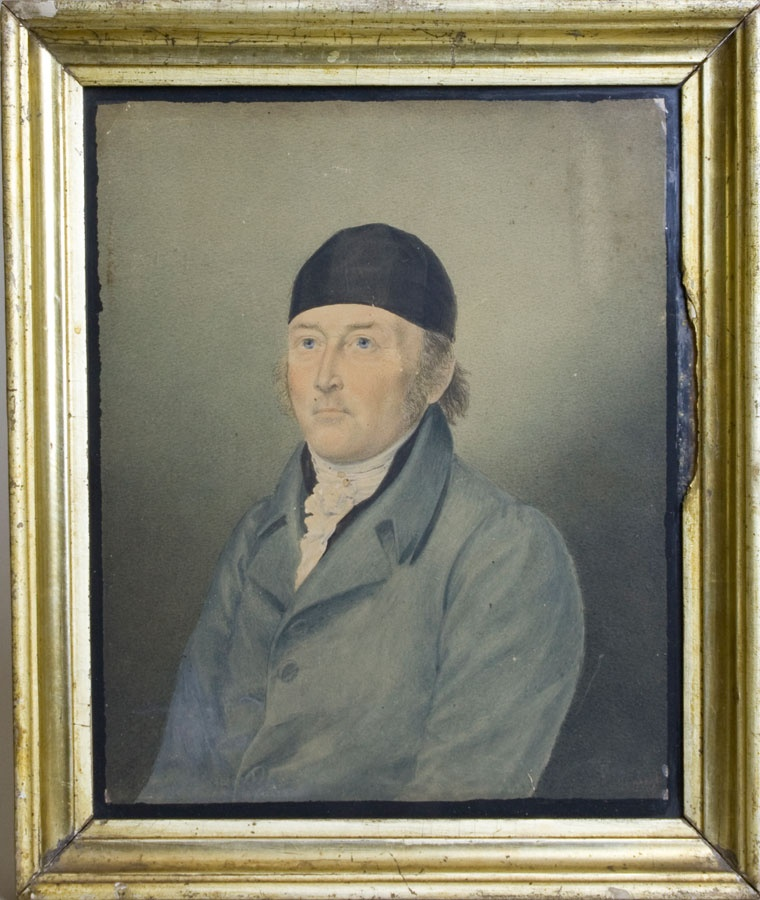
Gustav von Thermo (Museum Schloss Lübben)

Heinrich Adolf Gustav (Reichsfreiherr) von Thermo (* 1. Mai 1762 in Zieckau, Niederlausitz; † 12. Dezember 1835 in Lipten) war Landesältester und später Landrat des Kreises Calau.

## Leben
Gustav von Thermo entstammte der alten märkischen Adelsfamilie von Thermo und war ein Sohn von Johann Ehrenfried von Thermo (1727–1777) und Johanna Charlotte von Houwald (1734–1775), einer Tochter von Willibald von Houwald (1706–1741).
Thermo kaufte 1786 das damals sächsische Rittergut Lipten. 1800 wurde er Landesältester des sächsischen Calauischen Kreises. Am 9. November 1804 wurde er in Wien zum Reichsfreiherrn ernannt. Durch den Wiener Kongress 1815 und die daraufhin folgende Teilung des Königreiches Sachsen wurde die Niederlausitz der preußischen Provinz Brandenburg zugeschlagen, Thermo wurde Landrat des Kreises Calau.

## Familie
Gustav von Thermo heiratete am 22. Juni 1785 Eleonore von Brandenstein (1764–1841), die jüngste Tochter des Oberstleutnants Johann Georg Ludwig von Brandenstein (1722–1764). Die Kinder waren:
- Johanna (1787–1837) – verheiratet ab 1804 mit dem Landrichter Heinrich von Houwald (1773–1832)
- Gustave (1789–1868) – verheiratet ab 1804 mit Prinz Ferdinand von Lippe-Weißenfeld (1772–1846)
- Karl (1794–1866) – verheiratet ab 1839 mit Emma von Thermo (1818–1892),[1] Tochter von Oswald Waldemar von Thermo (1793–1864)
- Ottilie (1801–??) – verheiratet ab 1820 mit dem preußischen Hauptmann Wilhelm von Matzdorff
- Bertha (1804–??)
- Natalie (1805–1862) – verheiratet ab 1839 mit dem sächsischen Major a. D. Otto von Brück (1803–1873)[2]
- Luise (1806–1892) – verheiratet ab 1829 mit dem preußischen Generalmajor Ludwig von Stillfried und Rattonitz (1790–1865)

Der spätere Generalmajor Adolf von Thermo ist sein Enkel.